# Уле Єрген Галворсен
Уле Єрген Галворсен (норв. Ole Jørgen Halvorsen, нар. 2 жовтня 1987, Сарпсборг) — норвезький футболіст, нападник.

## Клубна кар'єра
У дорослому футболі дебютував 2006 року виступами за команду «Спарта» (Сарпсборг), в якій провів два сезони у другому за рівнем дивізіоні Норвегії, взявши участь у 40 матчах чемпіонату. Після закінчення сезону 2007 року «Спарта» об'єдналась із клубом Сарпсборг, утворивши «Сарпсборг 08», за який і продовжив виступати Галворсен, провівши там півтора сезони.
З літа 2009 року став грати у складі «Согндала», з яким за підсумками сезону 2010 року вийшов у вищий дивізіон Норвегії. 20 березня 2011 року дебютував в Елітсеріен у грі зі «Стремсгодсетом» (1:2), забивши гол для своєї команди з пенальті. Загалом за сезон зіграв у чемпіонаті 26 матчів, забивши в них 6 голів, після чого перейшов в інший клуб «Фредрікстад», з яким у першому ж сезоні вилетів з вищого дивізіону, але залишився з клубом ще на пів року.
5 серпня 2013 року став гравцем «Одда». Відіграв за команду з Шієна наступні три роки своєї ігрової кар'єри в Елітсеріен. Більшість часу, проведеного у складі «Одда», був основним гравцем атакувальної ланки команди.
17 серпня 2016 року перейшов у «Буде-Глімт», який в кінці того ж року вилетів з вищого дивізіону і Галворсен повернувся в рідний «Сарпсборг 08». З командою став фіналістом Кубка Норвегії 2017 року. Загалом відіграв за команду із Сарпсборга 157 матчів в національному чемпіонаті. 17 листопада 2022 року клуб оголосив, що угода з футболістом, яка закінчується 31 грудня, не буде продовжена. Наступного дня Галворсен оголосив про завершення професіональної кар'єри. Надалі він продовжував грати на аматорському рівні у складі «Боргена».

## Виступи за збірні
2003 року дебютував у складі юнацької збірної Норвегії, взяв участь у 21 іграх на юнацькому рівні, відзначившись одним забитим голом.

## Статистика виступів

### Статистика клубних виступів
| Сезон                          | Клуб                           | Чемпіонат                      | Чемпіонат | Чемпіонат | Національний кубок | Національний кубок | Національний кубок | Континентальні кубки | Континентальні кубки | Континентальні кубки | Суперкубки | Суперкубки | Суперкубки | Усього | Усього |
| Сезон                          | Клуб                           | Ліга                           | Ігор      | Голів     | Ліга               | Ігор               | Голів              | Ліга                 | Ігор                 | Голів                | Ліга       | Ігор       | Голів      | Ігор   | Голів  |
| ------------------------------ | ------------------------------ | ------------------------------ | --------- | --------- | ------------------ | ------------------ | ------------------ | -------------------- | -------------------- | -------------------- | ---------- | ---------- | ---------- | ------ | ------ |
| 2006                           | «Спарта» (Сарпсборг)           | 1Д (ІІ)                        | 16        | 1         | КН                 | ?                  | ?                  | -                    | -                    | -                    | -          | -          | -          | ?      | ?      |
| 2007                           | «Спарта» (Сарпсборг)           | 1Д (ІІ)                        | 24        | 5         | КН                 | ?                  | ?                  | -                    | -                    | -                    | -          | -          | -          | ?      | ?      |
| Усього за «Спарту» (Сарпсборг) | Усього за «Спарту» (Сарпсборг) | Усього за «Спарту» (Сарпсборг) | 40        | 6         |                    | ?                  | ?                  |                      | -                    | -                    |            | -          | -          | 40+    | 6+     |
| 2008                           | «Сарпсборг 08»                 | 1Д (ІІ)                        | 29        | 10        | КН                 | ?                  | ?                  | -                    | -                    | -                    | -          | -          | -          | ?      | ?      |
| 2009                           | «Сарпсборг 08»                 | 1Д (ІІ)                        | 17        | 3         | КН                 | ?                  | ?                  | -                    | -                    | -                    | -          | -          | -          | ?      | ?      |
| 2009                           | «Согндал»                      | 1Д (ІІ)                        | 11        | 1         | КН                 | 0                  | 0                  | -                    | -                    | -                    | -          | -          | -          | 11     | 1      |
| 2010                           | «Согндал»                      | 1Д (ІІ)                        | 28        | 9         | КН                 | 5                  | 1                  | -                    | -                    | -                    | -          | -          | -          | 33     | 10     |
| 2011                           | «Согндал»                      | ЕС                             | 26        | 6         | КН                 | 4                  | 4                  | -                    | -                    | -                    | -          | -          | -          | 30     | 10     |
| Усього за «Согндал»            | Усього за «Согндал»            | Усього за «Согндал»            | 65        | 16        |                    | 9                  | 5                  |                      | -                    | -                    |            | -          | -          | 74     | 21     |
| 2012                           | «Фредрікстад»                  | ЕС                             | 28        | 5         | КН                 | 2                  | 0                  | -                    | -                    | -                    | -          | -          | -          | 30     | 5      |
| 2013                           | «Фредрікстад»                  | 1Д (ІІ)                        | 15        | 2         | КН                 | 2                  | 2                  | -                    | -                    | -                    | -          | -          | -          | 17     | 4      |
| Усього за «Фредрікстад»        | Усього за «Фредрікстад»        | Усього за «Фредрікстад»        | 43        | 7         |                    | 4                  | 2                  |                      | -                    | -                    |            | -          | -          | 47     | 9      |
| 2013                           | «Одд»                          | ЕС                             | 12        | 0         | КН                 | 0                  | 0                  | -                    | -                    | -                    | -          | -          | -          | 12     | 0      |
| 2014                           | «Одд»                          | ЕС                             | 26        | 2         | КН                 | 7                  | 5                  | -                    | -                    | -                    | -          | -          | -          | 33     | 7      |
| 2015                           | «Одд»                          | ЕС                             | 24        | 5         | КН                 | 3                  | 0                  | ЛЄ                   | 8                    | 2                    | -          | -          | -          | 35     | 7      |
| 2016                           | «Одд»                          | ЕС                             | 16        | 0         | КН                 | 3                  | 3                  | ЛЄ                   | 3                    | 0                    | -          | -          | -          | 22     | 3      |
| Усього за «Одд»                | Усього за «Одд»                | Усього за «Одд»                | 78        | 7         |                    | 13                 | 8                  |                      | 11                   | 2                    |            | -          | -          | 102    | 17     |
| 2016                           | «Буде-Глімт»                   | ЕС                             | 10        | 4         | КН                 | 2                  | 0                  | -                    | -                    | -                    | -          | -          | -          | 12     | 4      |
| 2017                           | «Сарпсборг 08»                 | ЕС                             | 27        | 4         | КН                 | 5                  | 3                  | -                    | -                    | -                    | -          | -          | -          | 32     | 7      |
| 2018                           | «Сарпсборг 08»                 | ЕС                             | 24        | 5         | КН                 | 0                  | 0                  | ЛЄ                   | 13                   | 3                    | -          | -          | -          | 37     | 8      |
| 2019                           | «Сарпсборг 08»                 | ЕС                             | 27        | 2         | КН                 | 2                  | 0                  | -                    | -                    | -                    | -          | -          | -          | 29     | 2      |
| 2020                           | «Сарпсборг 08»                 | ЕС                             | 27        | 5         | -                  | -                  | -                  | -                    | -                    | -                    | -          | -          | -          | 27     | 5      |
| 2021                           | «Сарпсборг 08»                 | ЕС                             | 24        | 1         | КН                 | 4                  | 2                  | -                    | -                    | -                    | -          | -          | -          | 28     | 3      |
| 2022                           | «Сарпсборг 08»                 | ЕС                             | 28        | 0         | КН                 | 2                  | 0                  | -                    | -                    | -                    | -          | -          | -          | 30     | 0      |
| Усього за «Сарпсборг 08»       | Усього за «Сарпсборг 08»       | Усього за «Сарпсборг 08»       | 203       | 30        |                    | ?                  | ?                  |                      | 13                   | 3                    |            | -          | -          | ?      | ?      |
| Усього за кар'єру              | Усього за кар'єру              | Усього за кар'єру              | 439       | 70        |                    | 37+                | 18+                |                      | 24                   | 5                    |            | -          | -          | 500+   | 93+    |